# Sphenomorphus apalpebratus
Sphenomorphus apalpebratus — вид сцинкоподібних ящірок родини сцинкових (Scincidae). Ендемік Індії. Описаний у 2013 році.

## Поширення і екологія
Sphenomorphus apalpebratus відомі з типової місцевості, розташованої в околицях села Мауфланг в окрузі Східні гори Кхасі в штаті Мегхалая, на висоті 1815 м над рівнем моря. Вони живуть в гірських тропічних лісах.

## Збереження
МСОП класифікує стан збереження цього виду як близький до загрозливого. Sphenomorphus apalpebratus може загрожувати знищення природного середовища.